# Livrées et noms de baptême des Re 6/6
Les Re 6/6 sont une série de locomotives électriques des chemins de fer fédéraux suisses (SBB-CFF-FFS).
Leur livrée a évolué du vert de l’origine, puis au rouge, au vert-menthe et enfin au bleu, seul le vert-menthe n’est plus représenté. Voir les détails chronologiques.

## Détail des livrées actuelles et des noms de baptême
| Locomotive en livrée verte             |
| Locomotive en livrée rouge             |
| Locomotive en livrée bleue (CFF Cargo) |

État au 08.04.2013 - sous réserve de modifications. 
Mise à jour le 17.08.2025
| Wolhusen 11601         | Morges 11602                | Wädenswil 11603                                      | Faido 11604        | Uster 11605            | Turgi 11606                | Wattwil 11607                |
| Wetzikon 11608         | Uzwil 11609                 | Spreitenbach 11610                                   | Rüti ZH 11611      | Regensdorf 620 012-5   | Rapperswil 11613           | Meilen 11614                 |
| Kloten 11615           | Illnau-Effretikon 11616     | Heerbrugg 11617                                      | Dübendorf 11618    | Arbon 11619            | Wangen bei Olten 11620     | Taverne-Torricella 11621     |
| Suhr 11622             | Rupperswil 11623            | Rothrist 11624                                       | Oensingen 11625    | Zollikofen 11626       | Luterbach-Attisholz 11627  | Konolfingen 11628            |
| Interlaken 11629       | Herzogenbuchsee 11630       | Dulliken 11631                                       | Däniken 11632      | Muri AG 620 033-1      | Aarburg-Oftringen 11634    | Muttenz 620 051-6            |
| Vernier-Meyrin 11636   | Sonceboz-Sombeval 11637     | St-Triphon 11638                                     | Murten 11639       | Münchenstein 11640     | Moutier 11641              | Monthey 620 042-2            |
| Laufen 11643           | Cornaux 11644               | Colombier 11645                                      | Bussigny 11646     | Bex 620 047-1          | Aigle 11648                | Aarberg 11649                |
| Schönenwerd 11650      | Dornach-Arlesheim 620 051-3 | Kerzers 11652                                        | Gümligen 11653     | Villeneuve 11654       | Cossonay 620 055-4         | Travers 11656                |
| Estavayer-le-Lac 11657 | Auvernier 620 058-8         | Chavornay 620 059-6                                  | Tavannes 620 060-4 | Gampel-Steg 620 061-2  | Reuchenette-Péry 620 062-0 | Eglisau 11663                |
| Köniz 11664            | Ziegelbrücke 620 065-3      | Stein am Rhein 11666                                 | Bodio 11667        | Stein-Säckingen 11668  | Hägendorf 620 069-5        | Affoltern am Albis 11670     |
| Othmarsingen 11671     | Balerna 11672               | Cham 11673(porté actuellement par la Re 4/4II 11278) | Murgenthal 11674   | Gelterkinden 620 075-2 | Zurzach 11676              | Neuhausen am Rheinfall 11677 |
| Bassersdorf 11678      | Cadenazzo 11679             | Möhlin 11680                                         | Immensee 11681     | Pfäffikon SZ 11682     | Amsteg-Silenen 11683       | Uznach 11684                 |
| Sulgen 11685           | Hochdorf 620 086-9          | Bischofszell 620 087-7                               | Linthal 620 088-5  | Gerra-Gambarogno 11689 |                            |                              |

## Sources
- Triebzug.ch page sur les Re 6/6
- Écussons des Re 6/6 sur beuret.net, reprise de l'ancien site Locosuisse.ch